# العلاقات الأرجنتينية القرغيزستانية
العلاقات الأرجنتينية القيرغيزستانية هي العلاقات الثنائية التي تجمع بين الأرجنتين وقيرغيزستان.

## مقارنة بين البلدين
هذه مقارنة عامة ومرجعية للدولتين:
| وجه المقارنة                                              | الأرجنتين                                               | قيرغيزستان                      |
| --------------------------------------------------------- | ------------------------------------------------------- | ------------------------------- |
| المساحة (كم2)                                             | 2.78 مليون                                              | 199.95 ألف                      |
| عدد السكان (نسمة)                                         | 44.27 مليون                                             | 6.20 مليون                      |
| الكثافة السكانية (ن./كم²)                                 | 15.92                                                   | 31.01                           |
| العاصمة                                                   | بوينس آيرس                                              | بيشكك                           |
| اللغة الرسمية                                             | اللغة الإسبانية                                         | اللغة الروسية، اللغة القيرغيزية |
| العملة                                                    | البيزو الأرجنتيني 1983 ‏، بيزو أرجنتيني، أسترال أرجنتيني | سوم قيرغيزستاني                 |
| الناتج المحلي الإجمالي (بليون دولار)                      | 637.59 مليار                                            | 7.56 مليار                      |
| الناتج المحلي الإجمالي (تعادل القوة الشرائية) بليون دولار | 883.02 مليار                                            | 20.45 مليار                     |
| الناتج المحلي الإجمالي الاسمي للفرد دولار أمريكي          | 13.43 ألف                                               | 1.10 ألف                        |
| الناتج المحلي الإجمالي للفرد دولار أمريكي                 |                                                         |                                 |
| مؤشر التنمية البشرية                                      | 0.827                                                   | 0.655                           |
| رمز المكالمات الدولي                                      | +54                                                     | +996                            |
| رمز الإنترنت                                              | .ar                                                     | .kg                             |
| المنطقة الزمنية                                           | 00                                                      | ت ع م+06:00                     |

## منظمات دولية مشتركة
يشترك البلدان في عضوية مجموعة من المنظمات الدولية، منها:
| علم المنظمة | اسم المنظمة                        | تاريخ انضمام الأرجنتين | تاريخ انضمام قيرغيزستان |
| ----------- | ---------------------------------- | ---------------------- | ----------------------- |
|             | مؤسسة التنمية الدولية              | 3 أغسطس 1962           | 24 سبتمبر 1992          |
|             | يونسكو                             | 15 سبتمبر 1948         | 2 يونيو 1992            |
|             | مؤسسة التمويل الدولية              | 13 أكتوبر 1959         | 11 فبراير 1993          |
|             | منظمة حظر الأسلحة الكيميائية       | ?                      | ?                       |
|             | الأمم المتحدة                      | 24 أكتوبر 1945         | 2 مارس 1992             |
|             | الاتحاد الدولي للاتصالات           | 1889                   | 20 يناير 1994           |
|             | منظمة الشرطة الجنائية الدولية      | ?                      | ?                       |
|             | البنك الدولي للإنشاء والتعمير      | 20 سبتمبر 1956         | 18 سبتمبر 1992          |
|             | الاتحاد البريدي العالمي            | ?                      | ?                       |
|             | وكالة ضمان الاستثمار متعدد الأطراف | 11 فبراير 1992         | 21 سبتمبر 1993          |
|             | منظمة التجارة العالمية             | ?                      | ?                       |

## وصلات خارجية
- موقع وزارة الخارجية الأرجنتينية